# Ben Kane
Ben Kane (ur. w 1970 w Kenii) – irlandzki pisarz, autor beletrystycznych powieści historycznych, których akcja osadzona jest w starożytnym Rzymie, z wykształcenia lekarz weterynarii.
Jest znany z bestsellerowej trylogii Kroniki zapomnianego legionu której pierwsza część sprzedała się w 800 000 egzemplarzy, a także z serii książek o Hannibalu i Spartakusie.